# Yes (együttes)
A Yes angol progresszív rockegyüttes, amelyet 1968-ban Londonban alapított Jon Anderson és Chris Squire. A világ legelismertebb progresszív zenekarai között tartják őket számon, a Pink Floyd, az Emerson, Lake & Palmer, a Genesis, valamint a King Crimson mellett. Az együttes a ’70-es években érte el a fénykorát, a Yes Album, a Fragile, a Close to the Edge és a Tales from Topographic Oceans című alkotásaival. Világszerte több mint 50 millió albumot adtak el, ebből 13,5 milliót az Egyesült Államokban. Zenéjüket hosszú, aprólékosan kidolgozott, nagy ívű alkotások jellemzik, amelyek komoly hangszeres tudást igényelnek az előadóktól. Egyik leghíresebb számuk, a Roundabout irányította a figyelmet a progresszív zenei stílusra. Az együttes negyven éve létezik, koncertezik, pedig a tagok már mind 60 fölött járnak.

## A név és a logó eredete
A megfelelő nevet keresve Peter Banks javasolta, hogy hívják az együttest Yes-nek (magyar jelentése: igen), ami rövid, de pozitív szó. A többi tag úgy gondolta, hogy jó lesz átmeneti megoldásnak, de később véglegesült, s az azóta eltelt idő alatt is megtartották az elnevezést.
A Yes klasszikus logóját Roger Dean tervezte. 1972-ben került először borítóra (Close to the Edge), azóta kevés kivétellel (90125, Big Generator, Talk, The Ladder) minden stúdiólemezen ez az embléma volt látható. 1992-ben napvilágot látott egy alternatív változat is, ami a The Ladder mellett több koncertfelvétel és válogatás címlapját is díszítette.

## Klasszikus felállás
Jon Anderson (1944. október 25. –) a Yes egyik alapító tagja, aki egyedül a Drama című albumon nem szerepelt. Énekesként több szólólemezt adott ki, játszott Vangelis mellett. Közreműködött King Crimson-, Mike Oldfield- és Tangerine Dream-albumokon is.
Chris Squire (1948. március 14. – 2015. június 27.) az együttes másik alapítója. A basszusgitáros szólóban is működött, s azon kívül tagja volt az XYZ, a Cinema és a Conspiracy nevű formációknak is. Távolléte idején nem lehetett Yes-nek nevezni az együttest, így minden stúdiólemezen szerepelt.
Steve Howe (1947. április 8. –) 1970-ben lett a zenekar tagja, s azóta kisebb-nagyobb kihagyásokkal ő a gitáros. Összesen 17 szólólemezt adott ki, tagja az Asiának, valamint ő játszotta a gitárszólót a Queen Innuendo című számában is. 1986-ban Steve Hackett-tel megalapította a GTR-t, amelynek egyetlen albuma aranylemez lett.
Alan White (1949. június 14. – 2022. május 26.) elsőként a Yessongs majd a Tales from Topographic Oceans című albumon mutatkozott be Yes-tagként. Játszott John Lennon, George Harrison, Joe Cocker és Ginger Baker oldalán is, valamint szerepelt a The Ventures, a Cinema, az XYZ, s a Circa: nevű együttesekben.
Rick Wakeman (1949. május 18. –) 1971-ben lépett be az együttesbe. Szólókarrierje a Yes-szel párhuzamosan haladt, minden idők egyik legtermékenyebb előadójaként több száz lemezt készített különféle stílusokban.

## Története

### Korai évek (1968–1970)
Chris Squire a The Syn formációjából indult el. Miután onnan kilépett, egy évet arra szánt, hogy zenei tudásának fejlesztésével foglalkozzon – amiben erős hatással volt rá a The Who basszusgitárosa, John Entwistle – majd megalapított zenekarát, a Mabel Greer’s Toyshopot, ami csupán hat hónapig működött Clive Bailey és Tub Thumper kilépése miatt; csak a gitáros Peter Banks maradt mellette. Ezután Squire új társak keresésével töltötte az idejét, aminek hamar meglett az eredménye, hisz rátalált Jon Andersonra, akivel egy londoni klubban megalapította a Yes-t, majd további zenészeket toborzott az együttesbe.
Nemsokára kiegészültek egy dobossal és egy billentyűssel: Bill Bruford hirdetés útján csatlakozott a zenekarhoz, míg Tony Kaye már sok csalódást megélve lépett be a zenekarba.
Első koncertjük az East Mersey Youth Camp-ben volt 1968. augusztus 4-én, ám első komolyabb fellépésüket a The Marquee klubban adták (mivel aznap elmaradt egy Sly and the Family Stone-előadás). A Cream búcsúkoncertjén előzenekarként léptek fel a Royal Albert Hallban, ahová nemsokára újra visszatértek, de már Janis Joplin oldalán.
1969 júliusában aztán megjelent az első stúdiólemezük Yes címmel, amelynek zenéjére a pszichedelikus rock, a komolyzene, valamint a folk volt számottevő hatással. Az együttes optimista, enyhén futurisztikus világnézetét dallamos, virtuóz zene közvetítette a közönség felé. Több más előadótól származó dalt dolgoztak fel rajta, mint például az I See Yout a The Byrdstől (a jazzes átírásban Squire és Bruford megmutathatta virtuozitását) és az Every Little Thing-et a Beatlestől. A Survival ügyes dalszerkezetével és a vokális harmóniákkal hívta fel magára a figyelmet. Az album kedvező kritikát kapott a Rolling Stone magazin szakírójától, Lester Bangs-től, aki az együttest ígéretesnek találta, az albumról pedig így írt: tanúbizonyságot tesz „a stílushoz, ízhez és finomsághoz való érzékről”.
1970 februárjában ismét a Royal Albert Hallban léptek fel, ezúttal a Nice oldalán, majd ez év júniusában megjelent az újabb stúdióalbumuk (Time and a Word), amelyen 30 tagú szimfonikus zenekar kísérte a zenészeket. Az albumon a sikeres címadó dal mellett megtalálható Ritchie Haven No Opportunity Necessary, No Experience Needed és Stephen Stills Everydays című szerzeménye. Az első szám eredetileg a Buffalo Springfield nevű zenekar, míg a második a The Big Country című film egyik dala lett volna.
Még a lemez megjelenése előtt kilépett a zenekarból Peter Banks, akinek a helyére Steve Howe (ex-Tomorrow) érkezett. Vele új korszak nyílt a Yes történetében.

### A Yes fénykora (1971–1976)

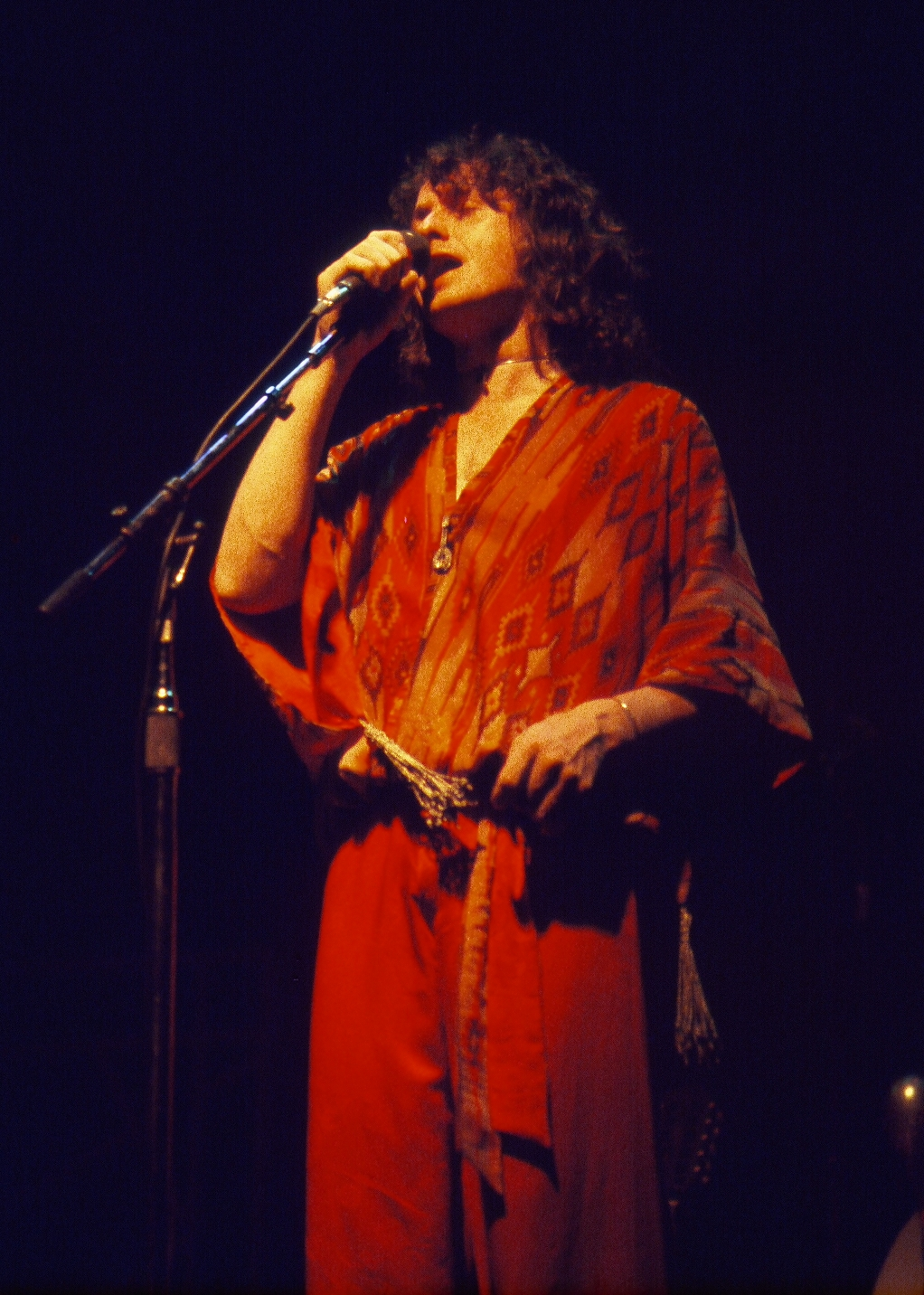
Jon Anderson

Az 1970-es évek felvételein már a kiforrott Yes-hangzás hallható. Ezeket az albumokat és dalaikat komplex, klasszikus hatású hangszerelés, szokatlan ütemmutatók, virtuóz zeneiség, drámai dinamikai és metrikus váltások és tudatfolyam-szerű szövegek jellemzik. Legtöbb számuk túlmutat a három perces popdalokon, nem ritka köztük a többtételes, akár 20 perces, monumentális zenemű. A vokális részek hangszeres közjátékokkal, frenetikus örömzenéléssel, hosszúra nyújtott gitár-, billentyű- és basszusgitár-improvizációkkal változnak. A Yes-hangzás fontos elemei Jon Anderson egyedien magas, kristálytiszta hangja, a háttérvokálok harmonizálása, Rick Wakeman (később Patrick Moraz) és Steve Howe billentyű- és gitárszólói, Bill Bruford (és később Alan White) poliritmikus dobjátéka és Chris Squire dallamos, csapongó basszusgitárjátéka, amit saját, RM1999 típusú Rickenbacker basszusgitárjával ért el.
Ő volt az egyik első rock-basszusgitáros, aki sikeresen adaptálta hangszerére az elektromos gitár effektjeit, mint a tremolót vagy a wah-wah pedált. A Squire/Bruford illetve Squire/White fémjelezte ritmusszekció a kor legjobbjai közé tartozott.
A korszak első stúdióalbuma az 1971-es a kritikusok által üdvözölt The Yes Album volt, ami már kizárólag saját szerzeményű dalokat tartalmazott. Ez volt az első lemez, ahol a produceri és hangmérnöki munkát az a (később többszörös Melody Maker-díjas) Eddie Offord látta el, akinek szakértelme fontos kulcs volt a Yes-hangzás megteremtésében. Az album dalai közül sok vált a rajongók és a klasszikus rock-rádiók kedvenceivé, például az I've Seen All Good People és a Starship Trooper. Az albumbemutató koncertturné amerikai állomásain mellettük játszott az Iron Butterfly nevű San Diego-i pszichedelikus rock-együttes.
Ugyanebben az évben, már a Fragile készítése közben az eredeti billentyűs, Tony Kaye elhagyta a Yest, és bár egyes források kirúgásról beszéltek, mások azt terjesztették, hogy önként távozott, de a tipikus álláspont szerint „meg kellett hozni” a döntést távozásáról, mert vonakodott szintetizátorokat és egyéb modern technológiákat használni, önmagát szimplán orgonistának tekintette. Nem sokkal később saját együttest alapított Badger néven. Bár tehetséges orgonista volt, és emlékezetes dalokon (Everydays, Yours Is No Disgrace) működött közre Hammond-orgonájával, játéka nem illett Howe improvizációihoz. Helyét a klasszikus zenei képzettségű Rick Wakeman vette át, aki éppen kilépett a The Strawbs-ból, és már jelentős zenésznek számított, aki egyebek mellett David Bowie és Lou Reed mellett is játszott. Wakeman egy magasabb szintű, virtuózabb billentyűhangzást hozott, és olyan improvizációs készségekkel bírt, mint Howe gitáron. Emellett modernebb hangszereket is szívesen használt, mint a Kaye által elvetett mellotront és a Minimoog-szintetizátort.
Peter Banks exgitáros új együttest alakított Flash néven, ahol egy lemez erejére Kaye is vendégszerepelt. A Flasht megvádolták azzal, hogy ellopja a Yes zenéjét.
Az új felállás (Anderson, Bruford, Howe, Squire, Wakeman) első felvétele Paul Simon America című dalának egy interpretációja, ami eredetileg az Atlantic Records 25 éves fennállása okán kiadott The Age of Atlantic válogatáslemezre készült, de a későbbiekben több Yes-válogatásra és -koncertlemezre is felkerült (például Yessongs, Keys to Ascension. Érdekesség, hogy a szám kiváló orgonarészleteit Bruford játszotta fel.

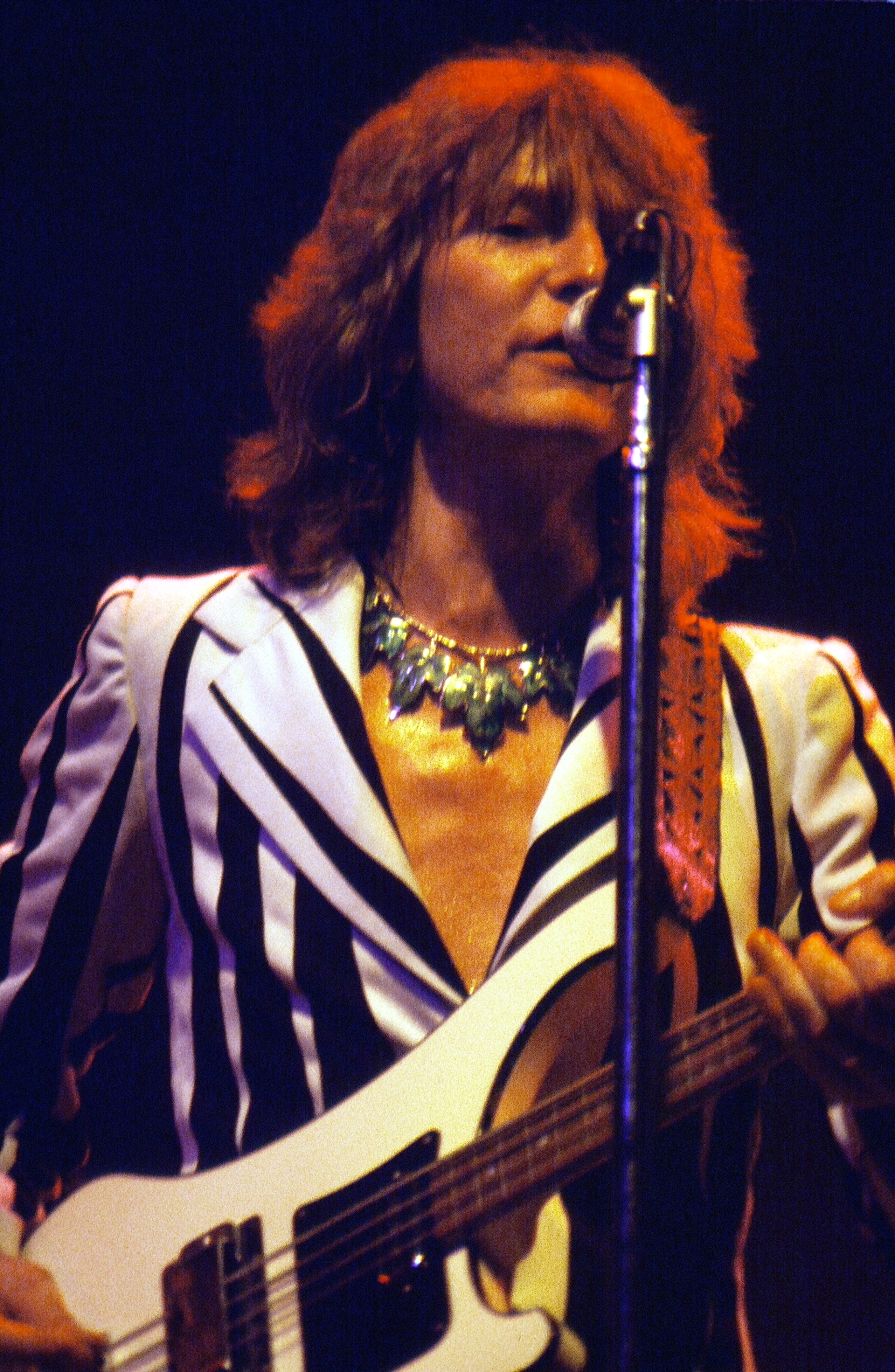
Chris Squire

'71 novemberében adták ki negyedik nagylemezüket, a Fragile-t, ami két „elsőséggel” büszkélkedhet: a Yes első albuma, mely Top10-be került a tengerentúlon, és ő jelentette a Roger Deannel való hosszú együttműködés kezdetét (ő tervezte a Yes legtöbb borítóját és az együttes logóját is). Legismertebb száma, a Roundabout, az együttes történetének (az I've Seen All Good People mellett) talán leginkább sikeres dala, kislemezen is kiadták közel 9 perces hossza ellenére, B-oldalán a Long Distance Runarounddal. További jelentős dalok róla a South Side of the Sky és a Heart of Sunrise. 1972-ben érkezett a Close to the Edge, ami a progresszív rock történetének sokak szerint legjobb alkotása. Bár mindössze három szám van az albumon, megjelenik rajta az első igazán nagy lélegzetvételű Yes-szám, a Close to the Edge, s a másik kettő (And You and I, Siberian Khatru) is 10-10 perc hosszú. Elődjéhez hasonlóan a lemezeladási listák első 10 helyezettje közt találta magát. Ez volt a Yes történetének legsikeresebb időszaka, mind kritikailag, mind népszerűségileg, az egész világon elismertté tették őket az albumok. Dicsérték őket a koncertjeiken használt fény- és hangtechnikai megoldásokért, az egyik legnépszerűbb koncertegyüttessé váltak.
Még az album kiadása előtt bejelentette távozását Bruford, aki úgy vélte, ennél magasabb szintet már nem érhetnek el, és a King Crimsonba ment. A korábbi Plastic Ono Band-tag Alan White lett az új dobos, akinek játéka sokkal rockosabb, mint az inkább dzsesszen felnőtt Brufordé. White 1972 szeptemberében csatlakozott az együtteshez. A következő év elejéig tartó világkörüli turné anyagából vágták össze az első koncertalbum, a triplalemezes Yessongs anyagát. A számok nagy részén már White dobol, de a Perpetual Change még Bruford dobszólójával készült, és Squire szólószámában (The Fish) is ő játszik.

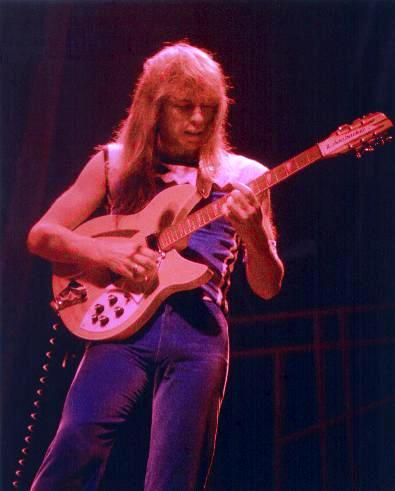
Steve Howe

 White három nap alatt tanulta meg a teljes repertoár nagyon nehéz dobszólamait, mielőtt bemutatkozott volna a turnén. (A dobos Anderson és Offord barátja volt, és egyszer már találkozott a többiekkel, még Bruford távozását megelőzően. Miután három hónapig „próbálgatták egymást” a többi taggal, Sqiure megfenyegette, hogy kidobja az ablakon, ha nem csatlakozik.) White azóta több mint 30 éve játszik a Yesben, ez idő alatt nagy hírnevet szerzett magának együttműködő és gyakorlatias hozzáállásával.
A Yessongs megjelentetése hatalmas projekt és kétségkívül nagy kockázat volt az Atlantic Records számára. Egyike volt az első háromlemezes rockalbumoknak, a három legutóbbi stúdiólemez minden fontosabb számának élő változatát tartalmazta. Minden idők egyik legigényesebb csomagolásában bocsátották ki, Roger Dean képeivel. Az album bestseller lett, és 2007-ben beválasztották minden idők legjobb 20 koncertalbuma közé. A turnéról video is megjelent (ugyancsak Yessongs néven), a hozzá fűződő érdeklődés nagy részét Howe-t érintette, akinek a vágó a sógora volt.
Következő stúdiólemezük, a Tales from Topographic Oceans változást hozott a sikeres érába, egyaránt megosztotta a rajongókat és a kritikusokat is. Bár a hosszú kompozíciók már védjegyükké váltak, a duplalemezes album mind a négy száma megközelíti a 20 percet, és ez meglehetősen vegyes kritikákat eredményezett, voltak, akik úgy vélték, az együttes kezd túlmenni saját határain. Anderson később így nyilatkozott róla: „a nagy ideák és a kevés energia találkozópontja”. Rick Wakeman nem volt elégedett az albummal, máig sem szeret róla beszélni. Állítólag a This Is Spinal Tap című áldokumentumfilmet nagyban inspirálta az album és a hosszú turnéja. A másik oldalról nézve sok progresszív rock-rajongó tartja minden idők egyik legjobb lemezének. Az éles ellentétben álló vélemények mellett egy közös pont is van a vélekedésekben: nagy benyomást hagy maga után az album.
A növekvő feszültségek Wakeman és a többeik között, valamint a billentyűs kezdődő szólókarrierje miatt Rick a turné végén (1974) kilépett. (1976 körül azon dolgozott, hogy létrehozzon egy, az ELP-pel rivalizálni képes progresszív rocktriót. A végén nem vett részt a projektben, tényleges tagjai Bruford, az ő King Crimsonos társa, John Wetton, Alan Holdsworth gitáros és a Roxy Music billentyűse/hegedűse, Eddie Jobson voltak, az együttest UK-nek nevezték el.) Wakeman szólókarrierje hosszú és produktív lett, dolgozott filmzenéken, az English Rock Ensemble-vel és számos más előadóval.
A billentyűst a svájci Patrick Moraz váltotta az 1974-es Relayer felvételein. A kettejük közötti legnagyobb különbség – ami újdonságként és nem visszafejlődésként jelent meg a zenében – hogy Moraz inkább jazz-, míg Wakeman rockzenész. Az albumon ismét volt egy egész oldalas szám, a Lev Tolsztoj Háború és békéjén alapuló The Gates of Delirium. Ez minden idők leghosszabb Yes-stúdiószáma. Soon című tételét megjelentették egy limitált kiadású kislemezen, ami Spanyolországban a slágerlisták első helyéig jutott. 1975-ben adták ki az első válogatáslemezüket (Yesterdays), aminek az America a nyitószáma.
Egy hosszú, 1976-ig tartó turné után minden tag kiadott egy-egy szólólemezt (Anderson: Olias of Sunhillow, Howe: Beginnings, Squire: Fish Out of Water, White: Ramshackled, Moraz: The Story of I).

### A feloszlásig (1977–1981)
Az együttes megkezdte munkálatait egy új albumon. Jelentős mennyiségű tárgyalás után Wakeman ismét csatlakozott az együtteshez stúdiózenészként. Moraz úgy érezte, hogy a zenei anyag nagy részéért őt illeti a tisztesség. Howe is azt állította, hogy „megpróbáltak annyit kivenni Patrick munkáiból, amennyit csak lehetséges volt”, így végül úgy jelent meg, mintha csak a kezdetiidőszakban lett volna jelen a felvételeken. Végül Moraz a köszönetnyilvánító lista tetején kötött ki. Mindenesetre, miután az anyag jó benyomással volt Wakeman-re, ismét a Yes teljes értékű tagja lett. A 15 perces Awakent leszámítva a kiadott album, a Going for the One nagyrészt rövidebb dalokból állt, példa erre az 1977-ben kislemezen is kiadott Wonderous Stories. A The Yes Album óta ez volt az első kiadvány, melynek borítóját nem Roger Dean készítette. A teljesen más stílusú külsőt a Hipgnosis cég tervezte, aminek referenciái közt szerepel a The Dark Side of the Moon kivitelezése is. A Going for the One és a rá következő, 1978-as Tormato – amin ugyancsak a klasszikus felállás játszott – sikeres volt a punk ezen években tetőző népszerűségének dacára. Ebben a korszakban a zenei sajtó gyakran illette kritikával a Yest, mint a – szerintük – túlzásokba eső és felfuvalkodott progresszív rock egyik képviselőjét. Ennek ismeretében ironikus, hogy a Yes a korszak legtöbb populáris együttesét túlélte.
A Tormato is ellentétes érzelmeket váltott ki: sokan gyengének tartották, mások a védelmére keltek, mondván, hogy ez a logikus fejlődés a sokkal poposabb Going for the One-ból. A „klasszikus” hangzás hívei leginkább a záró számmal, a lendületes, jazzes On the Silent Wings of Freedom-mal voltak megelégedve. A tagok maguk is elmondták, hogy bizonytalanok voltak akkoriban: a progresszív rock hanyatlott, az új, egyszerűbb stílusok (disco, punk rock) pedig vonzották a hallgatókat; gondolkoztak azon, hogy váltsanak-e, ezzel ismét tömegeket állítva maguk mellé, vagy sem. A lemez második száma, a Don't Kill the Whale a Yes első, az akkori problémákról szóló üzenetet hordozó száma: arra szólítja fel az embereket, hogy hagyjanak fel a bálnavadászattal. A lemez külső megjelenése is sokat változott elődeihez képest: sokak számára nem tűnt méltónak a Yeshez. A lemezt illető rengeteg kritika ellenére sikeres koncertturnét rendeztek 1978 és 1979 folyamán.

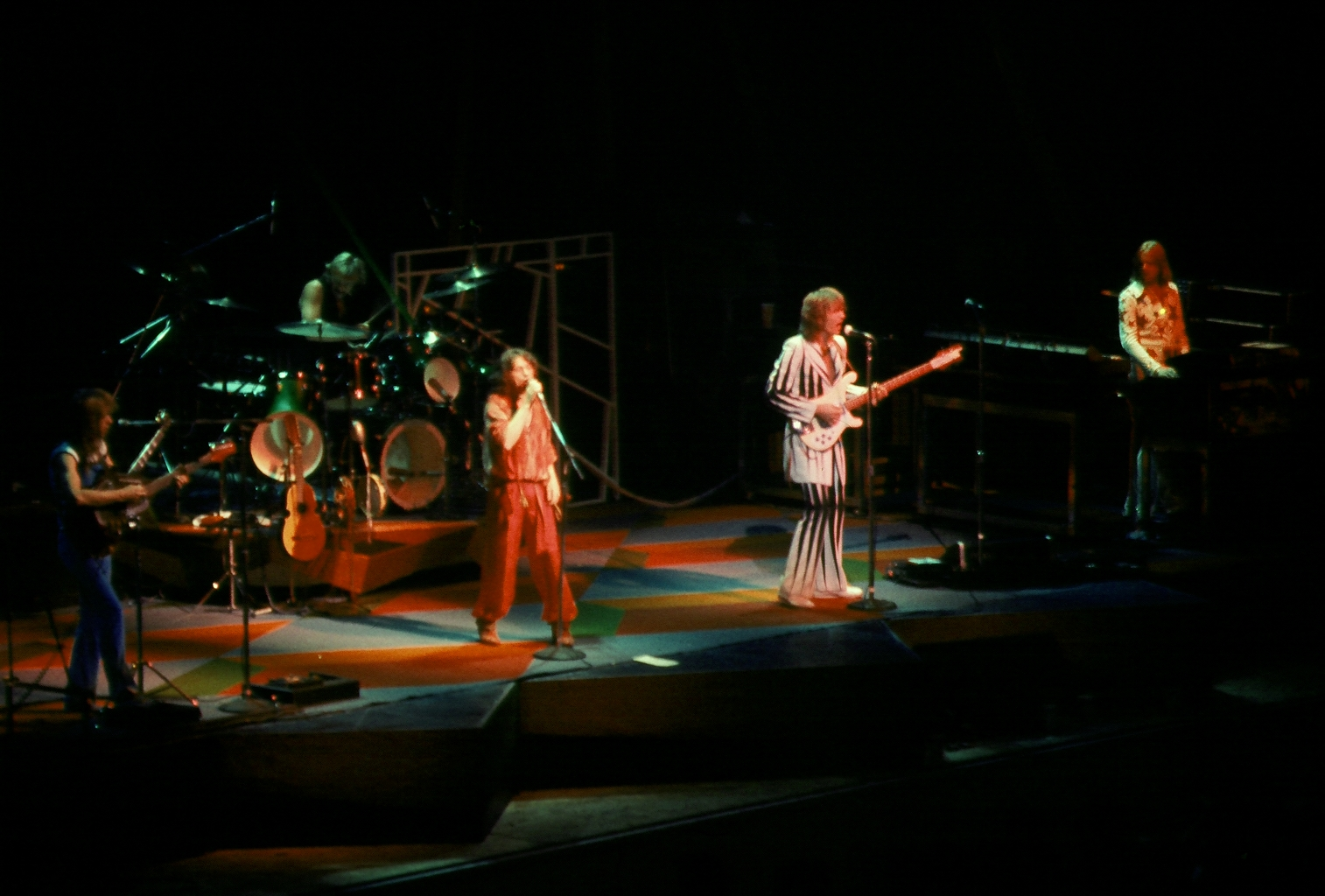
Koncert Indianapolisban, 1977

1979 októberében Párizsban ültek össze a tagok Roy Thomas Baker producer segítségével, aki nemrég ért el nagy sikereket a Queen Jazz albumának producelésével. Sok különböző állítás és híresztelés létezik, melyek azt magyarázzák, miért nem adták ki az akkori anyagot. Howe, Squire és White egy évvel később azt mondták, nem tetszett nekik az Anderson által felajánlott zene, mert túl könnyű hangvételű volt, valamint hiányzott belőle az a keménység, amit ők hárman tökélyre fejlesztettek közös zenélésük során. (Az elérhető bootlegek, például a Paris Sessions alátámasztják, hogy Howe-nak és társainak igaza volt, amikor a fenti jelzőkkel illették az Anderson által szerzett zenét, melynek egy része az énekes 1980-as szólóalbumán, a Song of Seven-ön hallható.) Decemberben befejezték az ülésezést, mert White eltörte a lábát; emellett pénzügyi problémák adódtak az együttesnél. 1980 májusára kiélesedett a konfliktus, majd az énekes elhagyta együttesét, mivel nem tudtak megegyezni a zenei irányban és a financiális kérdésekben. Anderson távozása után Wakeman is a kilépés mellett döntött, úgy gondolván, hogy a Yes nem képes folytatni az énekes eredeti hangja nélkül.
A Yes menedzserének, Brian Lane-nek a javaslatára Squire meghívta a The Buggles duóját, Geoff Downes billentyűst és Trevor Horn énekest, hogy működjenek közre egy új album kiadásában. A két zenész 1979-es, The Plastic Age című new wave-albumának és Video Killed the Radio Star című kislemezének köszönhetően világméretű sikernek örvendett. Az eredeti terv szerint Downes és Horn új zenei anyag szerzésében segített volna az együttesnek, ebből a megfontolásból már írták is egy dalt We Can Fly From Here címmel. Nem sokkal ezután Squire és Howe beismerte, hogy addigi énekesük és billentyűsük elhagyta az együttest, így a Buggles tagjainak meglepetésére meghívták őket teljes jogú tagoknak. Elfogadták az invitálást és játszottak az 1980-as Drama-n. Az album zenéje egyértelműen keményebb hangzású volt, mint az Andersonnal 1979-ben rögzített anyag, ez nyitószámán, a hosszú, hard rock-vonásokat viselő Machine Messiah-n is érezhető. Míg a rajongók egy része jól fogadta a lemezt, ráadásul a Howe-Downes közreműködés ellenére gyakran megemlítik, hogy a Squire-Howe-White trió egyik legjobb közös produkciója az album, sok más fanatikusnak hiányoztak Anderson sajátos dalszövegei és hangja. Az album borítója (melyről becenevét, a „Panthers”-t, azaz Párducokat kapta) olyan mértékű eltérést mutatott a korábbiakkal – például a belső borító horror-jellegű grafikai munkája miatt –, ami rengeteg rajongót megdöbbentett. 1980 szeptemberében elvállaltak egy észak-amerikai koncertsorozatot. Az általános nézet szerint Horn remekül énekelte a Drama számait, annak ellenére, hogy nem volt tapasztalata Yes-kaliberű együttest vezetni a színpadon, de túlzottan megerőltető volt számára a korábbi dalok kiéneklése, mert azok kívül estek hangtartományán. Miután az év végén visszatértek Angliába, a helyi sajtó jó kritikákkal halmozta el mind az énekest, mind a Yest.
A következő kiadványuk egy koncertalbum, a Yesshows volt, melyen mind Wakeman-nel, mind Morazzal hallhatóak felvételek. Egy évvel később kijött a második válogatás, a Classic Yes, ami a régi rajongói kedvencekből merítette tartalmát.

### Felbomlás, mellékprojektek (1981–1982)
A Drama turnéja után a zenészek Angliába utaztak, hogy közösen döntsenek a következő lépésekről. Horn végül távozott, hogy tovább folytassa produceri munkáit. Alan White és Chris Squire sem maradt a Yes kötelékeiben, de együtt zenéltek továbbra is. Stúdióba vonultak a Led Zeppelin gitárosával, Jimmy Page-dzsel. Együttesüket XYZ-nek nevezték el (eX-Yes and Zeppelin), de sosem adtak ki lemezt énekes hiányában. Próbálkoztak a Zeppelin énekesénél, Robert Plantnél, de ő nem óhajtott „tiszta” progresszív rockot játszani. Néhány demószámot adtak csak ki, ám ezeknek részletei megjelentek későbbi Yes-dalokban, például a Mind Drive-ban (Keys to Ascension 2 ) és a Can You Imagine-ben (Magnification). Később, 1981 folyamán Squire és White egy karácsonyi kislemezzel (Run with the Fox) vétette észre magát.
Downes és Howe, a két megmaradt tag sem kívánta továbbvinni a Yest, helyette megalapították az Asia nevű szupergroupot a King Crimson és a UK korábbi basszusgitáros-énekesével, John Wettonnel és az ELP dobosával, Carl Palmerrel.
Jon Anderson a görög Vangelisszel Jon & Vangelis néven kezdett el zenélni 1980-ban. 1991-ig tartó együttműködésük során négy stúdiólemezt adtak ki, az I'll Find My Way Home és a State of Independence című dalaikkal pedig a toplistákra is felkerültek.
1982-ben, egy évvel a feloszlást követően White és Squire Cinema néven új együttest alapított Trevor Rabinnal, a dél-afrikai Rabbitt korábbi frontemberével együtt. Squire meghívta a Yes alapító billentyűsét, Tony Kayet. Az énekesi szerepet eredetileg Rabin és Squire megosztotta egymás között, de 1983 elején egy Los Angeles-i partin Squire lejátszotta az új anyag részleteit Jon Andersonnak, akire jó hatást gyakoroltak az olyan új jellegű dalok, mint a Leave It. Elfogadta Squire invitálását és csatlakozott hozzájuk, ezzel újraalakítva a Yest.

### A pop rock-éra (1983–1988)
Az Anderson-Squire-Rabin-Kaye-White felállást sok rajongó YesWest-nek hívja, mivel a 70-es évektől eltérően az együttes többnyire nem az Egyesült Királyságban, hanem Los Angelesben tartózkodott. Az új érát új stílusú, sokkal rádióbarátabb, befogadhatóbb zene jellemzi. A Yes ezzel egy új rajongói tábort alakított ki magának, akiket a Big Generator album után Generators-nek neveznek. A régebbi időszakot kedvelőket hívják Troopers-nek.
1983-ban adták ki a 90125 albumot, amiből 6 millió darabot adtak el, többet, mint azelőtt bármikor. Hangzása radikális eltérést mutatott a korábbi lemezekhez képest, az egyszerűsödést akkoriban modernnek számító elektronikus hatásokkal fokozták. A jelentős változás köszönhető volt Trevor Horn produceri munkálatainak és Rabin zeneszerzői közreműködésének: a gitáros komponálta a dalok nagy részét, átvette a zenei irányítást az együttesen belül. Az album nyitószámaként hallható Owner of a Lonely Heart a 80-as évek popzenéjének meghatározó dala lett, az US Mainstream Rock és a Billboard Hot 100 kislemezlistákon is első helyet ért el, de még az R&B és disco-listákon is jól szerepelt, azóta is rendkívül sokszor dolgozták fel. Kaye az együttesből való ideiglenes kiválása miatt, a dal videójában Eddie Jobson látható billentyűsként.
Szintén nagy sikert aratott a Leave It és az It Can Happen, a Cinema című rövid, de komplex instrumentális számért pedig Grammy-díjat kapott az együttes a Legjobb Instrumentális Dal kategóriájában. Ezzel megmutatták, hogy muzikális érzéküket nem vesztették el stílusbeli változtatásaik ellenére. A népszerű album után 1985-ben kiadták a 9012Live című koncertvideót Steven Soderbergh rendezésében (a felvételt jelölték Grammy-díjra) valamint a 9012Live: The Solos koncertalbumot, amely a tagok szólóira van kiélezve.
A Yes 1986-ban kezdte meg a Big Generator felvételeit, ami személyes – főleg Rabin és Anderson közti – problémák miatt elhúzódott, végül Rabin vette át a produceri szerepet. A végül 1987-ben megjelent album nem tudta megismételni a 90125 sikereit, de így is több, mint 2 millió példány fogyott belőle. A Rabin által írt Love Will Find a Way és a Rhythm of Love ért el toplistás helyezéseket az albumról. Az 1988-as turné egy Madison Square Garden-beli fellépéssel fejeződött be, az Atlantic Records 40 éves fennállási ünnepségeinek részeként. A turné végére a tagok fáradtak és frusztráltak voltak egymástól. Rabin kezdte átvenni az együttes irányítását, Anderson ötleteit nem engedte keresztülvinni, ezért ugyanebben az évben kettészakadt az együttes.

### Anderson Bruford Wakeman & Howe és újraegyesülés (1988–1992)
Nemsokára Squire lépett ki, ami azt jelentette, hogy a többiek nélküle nem használhatták a Yes nevet. Az így "létrejött" együttest tagjairól nevezték el Anderson Bruford Wakeman Howe-nak, vagyis röviden ABWH-nak. Egyetlen stúdióalbumot adtak ki 1989-ben, ami – mint sok együttes első albuma – a zenekar nevét kapta (Anderson Bruford Wakeman Howe). Tony Levin, a kiváló basszusgitáros is közreműködött a lemezen, akit Bruford szervezett be, miután korábban közösen játszottak a King Crimsonban. Az album leghíresebb száma (a videójával együtt) a Brother of Mine.
1991-ig kellett várni az új Yes-albumra, melynek címe Union, utalva ezzel az újraegyesülésre (az előadók ezt az albumot a második ABWH-ként is emlegetik). Kiváló lemezt készítettek, olyan számokkal, mint a Shock to the System vagy a Without Hope You Cannot Start the Day, pedig rengeteg zenész működött rajta közre: Anderson énekelt, Chris Squire basszusgitározott, Rabin és Howe gitározott, Wakeman és Kaye ült a billentyűknél, White és Bruford pedig a dobos posztján osztozkodott. A kisebb szerepeket betöltő vendégzenészeket felsorolni rengeteg időbe telne. Még ebben az évben megjelent a Yesyears című válogatás, mely 4 lemezt tartalmazott.

### A 90-es években(1992–2000)
Az Union '92-es turnéját követően Bruford és Howe egy Yes-számokat tartalmazó albumot jelentetett meg, melyen a dalok instrumentális átiratban hallhatóak (egy szimfonikus zenekar, az RCA Victor zenekara is szerepet kapott benne), két számon Anderson énekelt. A The Symphonic Music of Yes címet kapta az album. Ezt követően a gitáros és a dobos ismét elhagyta a Yest. Szintén 1992-ben jelent meg a Yesstory című válogatás, mely a korábbiakhoz hasonlóan rengeteg számot tartalmazott. '93-ban a Highlights: The Very Best of Yes következett, amelyben egy újabb válogatást köszönthettek a rajongók. 1994-ben adták ki az újabb stúdióalbumot, a Talk-ot, melyen Anderson, Squire, Kaye, White, Rabin felállásban játszott az együttes. Ez a korong közepes sikert hozott számukra. '96-ban megjelent a Keys To Ascension, egy évre rá pedig a Keys To Ascension 2: a két album egyenként 2-2 lemezes, melyből egyik új stúdiószámokat, másik koncertfelvételeket tartalmaz. Egy évre rá került a boltokba az Open Your Eyes, melyen kísérletező zene hallható, ezért nem olyan elismert. Ennek ellenére az Open Your Eyes, az Universal Garden, valamint a The Solution igen jól sikerültek, kedvelik őket a Yes zenéjét szeretők. 1998-ban a válogatások sora bővült a Something's Coming, Beyond and Before című albummal, melyen a két első stúdiólemez számai találhatóak. A következő nagylemez, a The Ladder, nem egy tipikus Yes-album: egyes számok sokkal egyszerűbbek, rövidebbek rajta, ennek ellenére a zene friss, lendületes, ennek következtében sikert aratott. 2000-ben megjelent a The Best of Yes, valamint a House of Yes: Live from House of Blues. Utóbbi egy Las Vegasban készült '99-es koncertfelvétel.

### Az új évezredben (2000–)

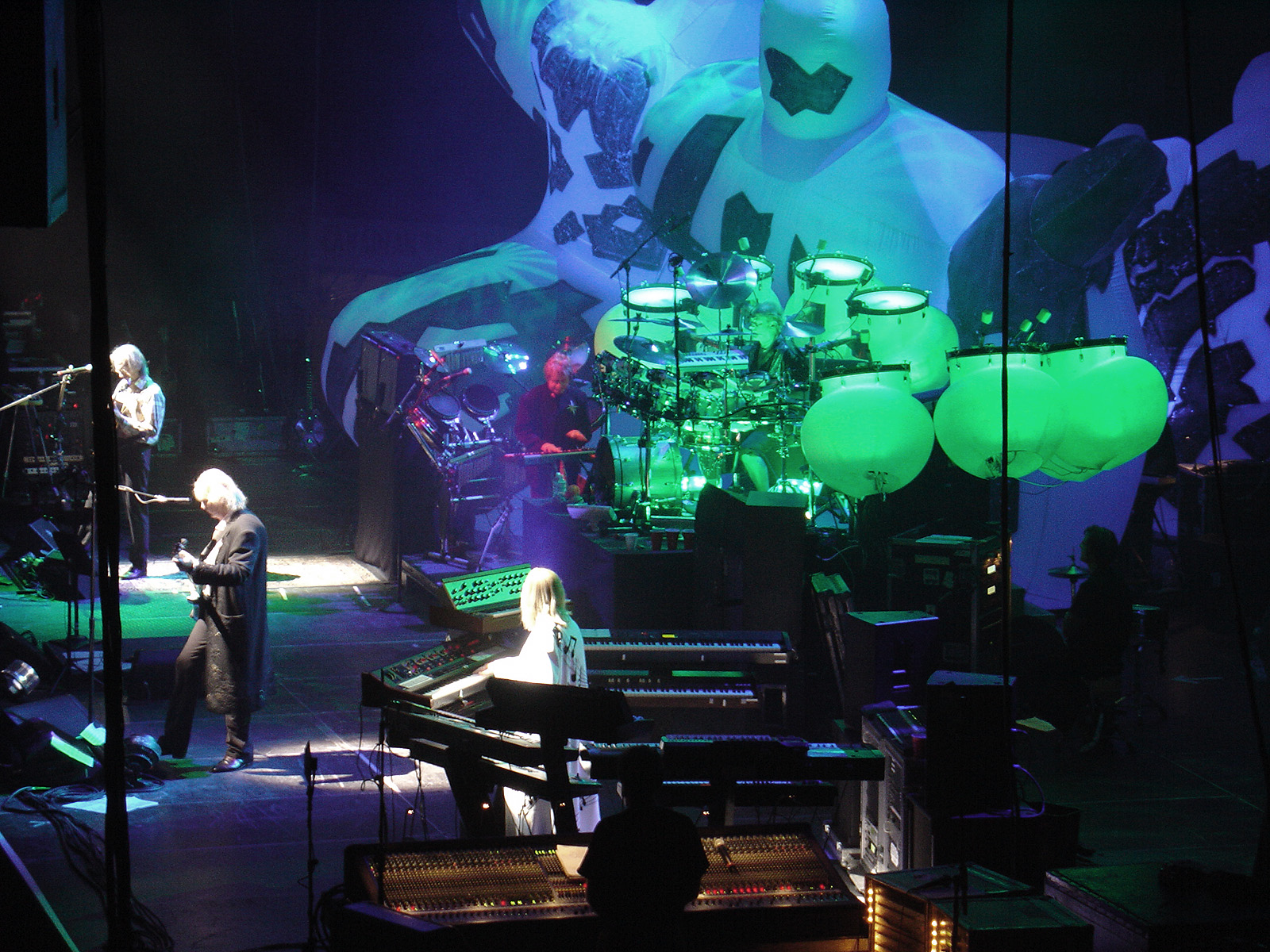
Koncert Torontóban, 2004

2000 nyarán útjára indult a Masterworks-turné, ahol már nem szerepelt sem Sherwood, sem az a Khoroshev, akit szexuális zaklatással vádoltak, így ki kellett rúgni a zenekarból. 2001-ben megjelent a mindeddig utolsó stúdiólemez, a Magnification, melyen egy mintegy 60 tagot számláló szimfonikus zenekar, valamint Larry Groupé zeneszerző volt a tagok segítségére. Az albumot bemutató koncertsorozaton Tom Brislin szerepelt a billentyűsként, míg Wilhelm Keitel vezényelte a zenekart. 2002 januárjában kereskedelmi forgalomba került a Magnification-turné amszterdami állomását dokumentáló duplalemezes DVD, a Symphonic Live, aminek megjelenése után Wakeman bejelentette visszatérését. Már vele együtt kezdte meg a Yes a Full Circle-turnét, melynek érdekessége az volt, hogy majd 30 év után tartottak újra előadást Ausztráliában.
2002-ben jelent meg a GTA: Vice City videójáték, melynek a zenéi közt szerepel az Owner of a Lonely Heart.
A 2004-es 35 éves fennállást ünneplő koncertsorozatot egy online felmérés előzte meg, ami a legnépszerűbb Yes-számra kérdezett rá. A legtöbb voks meglepetésre a South Side of the Sky című dalra érkezett, ami legutóbb a Fragile-turnén hangzott el, ám ezáltal újra fölkerült a koncertrepertoárba. A 64 előadás egyike a New York-i Madison Square Garden-ben zajlott, ahol a közönségnek olyannyira tetszett az utolsóként eljátszott And You and I, hogy mire véget ért a tapsorkán, már a stáb egyik része el is szállította Howe gitárját, így a többi tag kénytelen volt gitáros nélkül eljátszani a bónuszszámot. A turné emlékét két kiadvány őrzi: a YesSpeak, valamint a Song from Tsongas felvételei is ekkor készültek. Még ebben az évben folytatta koncertjeit a zenekar: a Dream Theater-rel együtt indultak egy amerikai körútra. 2004 utolsó említésre méltó eseményeként a Yes a Wembley Arénában tartott egy szokatlan felállású (Squire, Rabin, Howe, White, Downes) koncertet, amit Trevor Horn tiszteletére, valamint a The Prince's Trust nevű alapítvány javára adtak. Ezen az előadáson nem tudott részt venni Anderson, így Wakeman sem vállalta a szereplést. Mint utóbb kiderült hosszú ideig ez volt az utolsó Yes-koncertek egyike a tagok kisebb-nagyobb konfliktusai miatt, ám Anderson 2007 januárjában kijelentette, hogy valószínűleg 2008-ban újra összeáll a zenekar a 40 éves évforduló alkalmával.
Azonban a hosszú szünet sem telt tétlenül: ez idő alatt rengeteg válogatáslemez és box set született, valamint DJ Max Graham készített egy Owner of a Lonely Heart-remixet, a kislemez előadójaként „Max Graham vs Yes” van feltüntetve. A feldolgozás nagy sikert aratott, 2005 tavaszán a brit kislemezlistán az első 10, az ausztrál ARIAneten pedig az első 30 közé került. Míg a tagok közötti megegyezés váratott magára, Squire visszalépett a The Syn-be, Howe az Asiába, míg White megalapította a Circa:-t. Az utóbbi két zenekar koncertjein rendszerint fölhangzott egy-egy Yes-, vagy ABWH-klasszikus. 2007-ben jelent meg az eddigi utolsó Yes-kiadvány, a 2003-ban rögzített, Live at Montreux 2003 című koncertlemez.
2008 februárjában az együttes a King Crimson, a Kansas, a Gentle Giant és a UK társaságában bekerült a Progressive Rock Hall of Fame „halhatatlanjai” közé.

## Zenei stílusuk
A Yes alapítását követő első években évben még nem alakult ki a később védjegyükké váló stílus, az első lemezeiken (Yes, Time and a Word) inkább a pszichedelikus rock jegyei voltak észrevehetőek, olyan együttesek hatására, mint a The Beatles vagy a The Who. Steve Howe érkezésével (1971) azonban minden megváltozott: a The Yes Album zenéje már valódi progresszív rock volt; megjelentek a lemezen az első nagyobb lélegzetvételű dalok, többek között a Yours Is No Disgrace, a Starship Trooper és a Perpetual Change. A Fragile (1972) hanganyaga is tartalmazott két hasonló kaliberű számot (Roundabout és Heart of Sunrise), de csak a Close to the Edge megjelenésével (1972) születtek meg 20 perces, többtételes dalok, mint a Close to the Edge, a Ritual és a Gates of Delirium. Ez a korszak sem tartott hosszú ideig (a már említett Close to the Edge mellett csupán a Tales from Topographic Oceans (1973), valamint a Relayer (1974) sorolható ebbe a kategóriába): az 1977-es Going for the One zenéje már közérthetőbb, míg a Tormato (1978) ennél is egyszerűbbre sikerült. Rick Wakeman és Steve Howe elmondása szerint több volt az akkori hanganyagban, mint amit sikerült belőle kihozni, de a teret hódító új műfajok (punk, disco) árnyékában nehéz volt eldönteni, szakítsanak-e eddigi stílusukkal, vagy ne.
Ezután újabb fontos kitérő következett a Yes muzsikájában, ami Trevor Horn érkezésének (1980) tulajdonítható. A The Buggles exénekese elérte, hogy az együttes populárisabb hangvételre váltson. Az időszak három albumot ölel fel: a Drama-t (1980), amin hard rock elemek hallhatóak, és a pop-rock zenei irányzat által befolyásolt 90125-t (1983) és Big Generator-t (1987). A lemezek nem egy slágerszámot tartalmaztak, ilyen a Tempus Fugit, az Owner of a Lonely Heart, vagy a Rhythm of Love.
Az újraegyesülést követő Union kiadásával (1992) kikacsintott a zenekar a neo-progresszív rock felé, ám ez stílus hamar feledésbe merült. Az után következő három albumon (Talk, Open Your Eyes, The Ladder) a 80-as évekhez dalaihoz képest hosszabbak (5-10 percesek) és progresszívebbek a számok. Az Open You Eyes (1997) kifejezetten kísérletező lemez, ahol a neo-progresszív hatások újfent felszínre törnek.
Az utolsó stúdiólemezen, a Magnification-ön a szimfonikus zenekar közreműködése miatt – a Time and a Word óta csak kisebb nyomokban hallható – szimfonikus rock is teret nyert.

## Dalszerzés
A Yes történetében viszonylag ritkán fordult elő az, hogy egy számot egy tag írt volna, bár például a Going for the One, a Wonderous Stories (Anderson), a The Fish, a Parallels (Squire), a Mood for a Day, vagy éppen The Clap (Howe) is jó példa erre az esetre. Ezenfelül szinte minden dalon többen dolgoztak, s csupán Banks és Kaye voltak azok a zenészek, akik elenyészően keveset munkálkodtak ezen a téren, ellentétben a két másik őstaggal, akikhez később csatlakozott még Howe és White is.
A Magnification dalainak szimfonikus zenekari részeit Larry Groupé zeneszerző írta.

## Hatásuk a könnyűzenére

### A stílusteremtés eszközei
Bár a Yes rétegzenéjével csak a 70-es évek elején volt a reflektorfényben, mégis stílusteremtő lett. Sok olyan zenei elemet találunk a zenéjükben, melyet ők fejlesztettek ki. Például:
- a gitárnak nem csak szólisztikus szerepe van, végig játszik a gitáros, még az énektémák közben is;
- recitáló énekhang;
- hosszú, tételekre bontott alkotások.

### Akiknél a hatás észrevehető
Mint stílusteremtő együttesnek, a Yesnek is számos követője akad a zenei színtéren, akiknek saját stílusa (részben) a Yes által játszott zenében gyökerezik. Ezek javarészt progresszív/neo-progresszív együttesek, de egyes heavy metal zenekarok is a Yes zenéjéből táplálkoztak.
A Yes „követői”:
- progresszív rock: Apocalypse, Arena, The Flower Kings, Peter Hammill, It Bites, Kansas, Marillion, Queen, Renaissance, Roine Stolt, Rush, Saga, Spock's Beard
- progresszív metal: Ayreon, Dream Theater, Vanden Plas
- hard rock: Boston, Crack the Sky, Styx
- heavy metal: Black Sabbath, Dio, Iron Maiden, Krokus

### Tribute-együttesek
Sok tribute zenekara van a Yesnek, ilyen többek között az angliai Fragile, akik arra specializálódtak, hogy koncerteken a klasszikus időszak számait játsszák, főleg a The Yes Albumról és a Close to the Edge-ről, de korábbi vagy későbbi dalokat is megszólaltatnak, többek között a Time & A Word-öt, az Astral Traveller-t valamint az Owner of a Lonely Heart-ot. A Yes tagjaitól pozitív visszajelzéseket kapott a csapat: Peter Banks és Steve Howe is vendégszerepelt náluk.
Egy másik ilyen zenekar, a seYes, az élő Yes-hangzást próbálja visszaadni, amint az a Yessongson vagy a Yesshowson hallható, előadják a harmóniákban gazdag számokat, az instrumentális szólókat: ezek adták az eredeti együttes koncertjeinek alapját.
További tribute-bandák például a Roundabout, a brazil Yessongs és az észak-kaliforniai Paralells.
A Perth Ontario-i (Kanada) Freshly Squeezed előadta a Roundaboutot és a Long Distance Runaroundot is élőben.
Magyarország közelében is van progresszív rock együttes: a kolozsvári Yesterdays saját dalai mellett sok Yes-feldolgozást is játszik, mind koncerteken, mind lemezeken.
Végül pedig a You And I nevű magyar együttest, illetve a Kérdőjel együttest kell említeni, akik sok Yes-számot adtak elő.

## Koncertek
Annak ellenére, hogy a Yes nem használt különleges vizuális elemeket koncertjeien és a zenészek az előadások központi szereplői, fénykorában az egyik legkedveltebb koncertegyüttesként tartották számon. Sok egyéb előadóval tartottak közös koncerteket, vagy rendeztek közös turnékat.
1972 óta gyakran kezdik koncertjeiket Sztravinszkij Tűzmadár szvitjének egyik tételével; a mű záróhangjai összefonódnak a Siberian Khatru kezdőakkordjaival.
Magyarországon kétszer, 1998-ban és 2003-ban jártak.

## Albumborítók
Az együttes legtöbb albumának borítóját Roger Dean tervezte és valósította meg. A művész a Fragile 1971-es megjelenése óta készít borítókat a Yesnek. Képein képzeletbeli tájak jelennek meg, az összképet pedig különleges fényhatások fokozzák. Egyes képein állatokat is szerepeltet, így a Drama borítóján macskák és egy fehér madár látható, a Relayer hátoldalán pedig egy kígyó. A Relayer másik érdekessége, hogy ezen az egyetlen Dean-grafikán vannak emberek: két lovas.
A közreműködés a kezdete óta csak rövid időközökre szakadt meg. Az 1977-es Going for the One és az egy évvel később kiadott Tormato borítóit a Hipgnosis készítette. A Storm Thorgerson „fémjelezte” cég referenciái között szerepelt több Pink Floyd- (pl. The Dark Side of the Moon), Genesis- (The Lamb Lies Down on Broadway) és Led Zeppelin-borító (Houses of the Holy) is. A Talk szokatlan külsejét Peter Max pop-art művész készítette, míg a Magnification futurisztikus borítója ismeretlen személy munkája.

## Kiadványok

### Stúdióalbumok
- Yes (1969)
- Time and a Word (1970)
- The Yes Album (1971)
- Fragile (1972)
- Close to the Edge (1972)
- Tales from Topographic Oceans (1973)
- Relayer (1974)
- Going for the One (1977)
- Tormato (1978)
- Drama (1980)
- 90125 (1983)
- Big Generator (1987)
- Union (1991)
- Talk (1994)
- Open Your Eyes (1997)
- The Ladder (1999)
- Magnification (2001)
- Fly from Here (2011)
- Heaven & Earth (2014)
- The Quest (2021)
- Mirror to the Sky (2023)

### Koncertalbumok
- Yessongs (1973)
- Yesshows (1980)
- 9012Live: The Solos (1985)
- Keys to Ascension (1996)
- Keys to Ascension 2 (1997)
- House of Yes: Live from House of Blues (2000)
- The Word Is Live (2005)
- Live at Montreux 2003 (2007)
- Symphonic Live (2009)
- Union Live (2011)

### Válogatáslemezek és box setek
- Yesterdays (1975)
- Classic Yes (1981)
- Yesyears (1991)
- Yesstory (1992)
- Highlights: The Very Best of Yes (1993)
- Something's Coming (1998)
- The Best of Yes (2000)
- In a Word: Yes (1969–) (2002)
- The Ultimate Yes (2003)
- The Word Is Live (2005)
- Essentially Yes (2006)

### Slágerlistás dalok
| Év   | Szám                    | US Mainstream Rock | Billboard Hot 100 | Album             |
| ---- | ----------------------- | ------------------ | ----------------- | ----------------- |
| 1971 | Roundabout              | -                  | 13                | Fragile           |
| 1970 | America                 | -                  | 46                | Time and a World  |
| 1972 | And You And I           | -                  | 42                | Close To The Edge |
| 1983 | Owner of a Lonely Heart | 1                  | 1                 | 90125             |
| 1983 | Our Song                | 32                 | -                 | 90125             |
| 1983 | Leave It                | 3                  | 24                | 90125             |
| 1984 | Changes                 | 6                  | -                 | 90125             |
| 1987 | Love Will Find A Way    | 1                  | 30                | Big Generator     |
| 1987 | Rhythm of Love          | 2                  | 40                | Big Generator     |

### Könyvek
- Hedges, Dan: Yes: The Authorised Biography. 1981
- Hay, Tiz: Yes – Music Circle. 1984
- Cerquone, Suzanne: Wonderous Stories. 1989
- Kaus, Bob: Yes – Yesyears. 1991
- Clifford, Loeslin: Yes – Beyond and Before. 1993
- Mosbo, Thomas J.: Yes, But What Does It Mean? 1994
- Morse, Tim: Yesstories (Yes in their Ownwords). 1996
- Martin, Bill: Music Of Yes. Structure and Vision in Progressive Rock. 1997
- Welch, Chris: Close To The Edge – The Story of Yes. 1999
- Chambers, Stuart: An Endless Dream

#### Magyarul
- Vasváry-Tóth Tibor: Yes. A rockzene rendszere. Monográfia; Revelation, Budapest, 1994

### Egyéb
- Yes Active (CD-ROM) – a Talk belülről
- Homeworld (CD-ROM) – a játék zenéje egy Yes-szám (Homeworld (The Ladder))

## Díjak
A Yes és tagjai számos kisebb szavazáson, így a Melody Maker magazin év végi voksolásán nyertek el díjakat. Háromszor jelölték őket Grammy-díjra: a Cinema-t és a Masquerade-ot a Legjobb Instrumentális Dal kategóriájában (előbbi elnyerte a kitüntetést), a 9012Live-ot pedig a Legjobb Hosszú Videó kategóriában.
2008 februárjában az együttes a King Crimson, a Kansas, a Gentle Giant és a UK társaságában bekerült a Progressive Rock Hall of Fame „halhatatlanjai” közé.

### A Yesszel foglalkozó oldalak
Magyar nyelvű:
- Yes.lap.hu
- Yes a Literatura oldalán
- Yes-fórum az Indexen
- A Yesterdays hivatalos oldala
- A Kérdőjel együttes hivatalos oldala
- Vasváry-Tóth Tibor oldala[halott link]

Angol nyelvű:
- A Yes hivatalos oldala
- Yesclopedia Archiválva 2009. február 2-i dátummal a Wayback Machine-ben
- Yes a BBC-n
- Yes a MUSICMATCH oldalán Archiválva 2007. október 22-i dátummal a Wayback Machine-ben
- Yes a progressiveworld.net-en
- Yes a progarchives.com-on
- Yes a Rolling Stone oldalán Archiválva 2008. január 24-i dátummal a Wayback Machine-ben
- Yes-múzeum
- Forgotten Yesterdays: Útmutató a Yes koncertjeihez
- Útmutató a Yes albumborítóihoz
- Yes-dalszövegek
- Yesfans: A Yes hivatalos rajongói fóruma
- GYIK, azaz Gyakran Ismételt Kérdések – az együttessel kapcsolatban Archiválva 2006. október 5-i dátummal a Wayback Machine-ben
- A Parallels hivatalos oldala
- Roger Dean hivatalos oldala

### Tagok weboldalai
- Jon Anderson hivatalos oldala
- Chris Squire hivatalos oldala
- Stewe Howe hivatalos oldala
- Rick Wakeman hivatalos oldala
- Alan White hivatalos oldala
- Peter Banks hivatalos oldala
- Trevor Rabin hivatalos oldala[halott link]
- Patrick Moraz hivatalos oldala Archiválva 2020. május 14-i dátummal a Wayback Machine-ben
- Igor Khoroshev hivatalos oldala
- Bill Bruford hivatalos oldala
- Geoff Downes hivatalos oldala
- Billy Sherwood oldala
- Trevor Horn hivatalos oldala